# Augsburg-Firnhaberau
Die Firnhaberau ist der 28. Stadtbezirk im Norden der Stadt Augsburg, der wiederum den Status des IV. Planungsraumes besitzt. Der Stadtteil hat etwa 5200 Einwohner und eine Fläche von 7,83 km².

## Lage
Der Stadtteil wird im Westen durch den Lech und im Osten durch den Stadtteil Hammerschmiede begrenzt. Im Süden erstreckt sich die Firnhaberau bis an den Rand von Lechhausen und im Norden bis an die Stadtgrenze. Die A 8 durchquert die Firnhaberau in West-Ost-Richtung. Im Norden der Firnhaberau befindet sich der teilweise renaturierte Augsburger Müllberg (ehemalige Mülldeponie Augsburg-Nord) mit dem Europaweiher und die Einöden Lechfeldmühle und Waldhaus.

## Geschichte

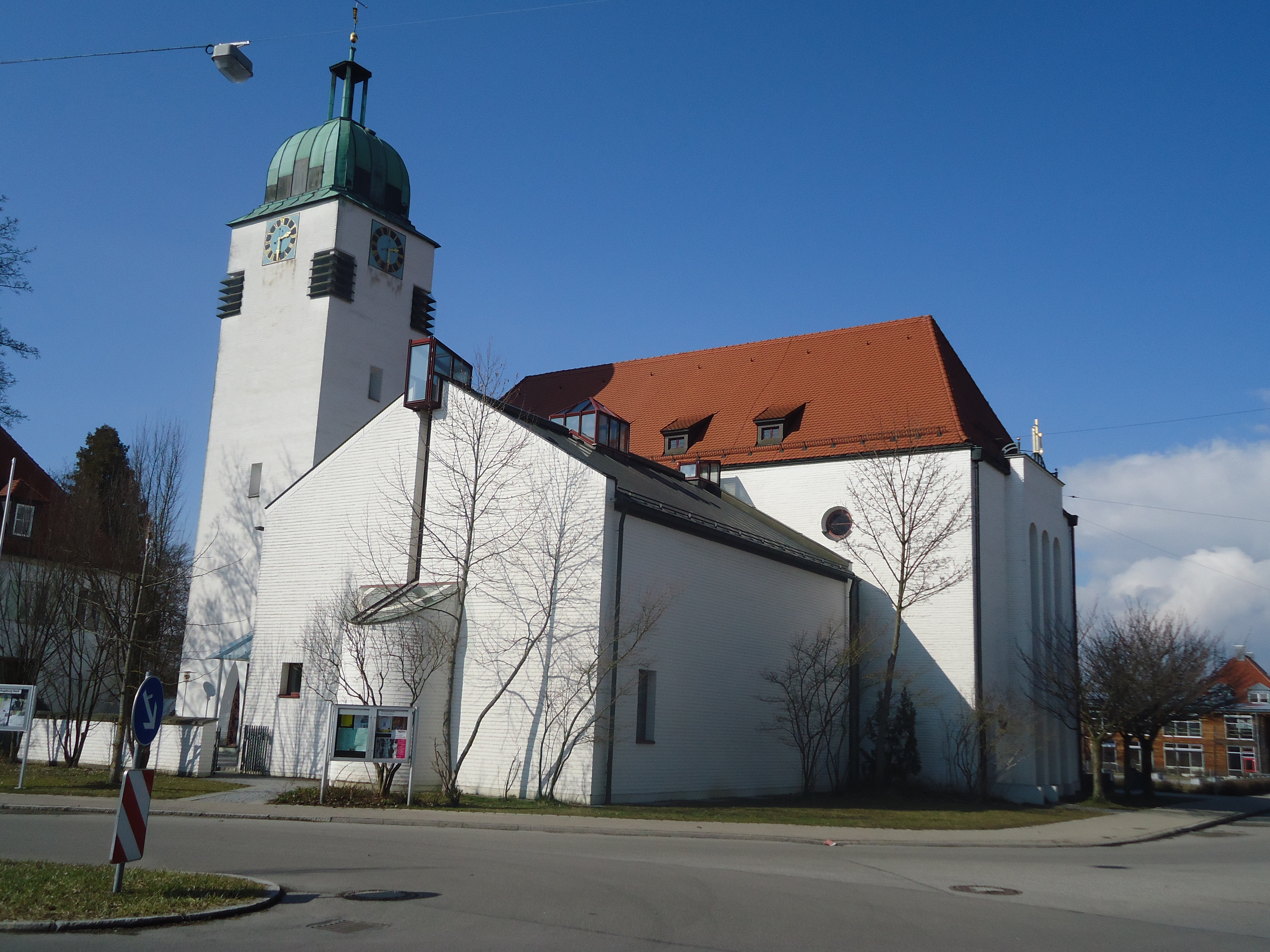
Kirche St. Franziskus am Hubertusplatz

Der Name Firnhaberau geht auf Kommerzienrat Friedrich August Firnhaber (1823–1887), einen Leiter der Augsburger Kammgarn-Spinnerei, zurück. Dieser erwarb 1883 das dicht bewachsene Auengebiet rechts des Lechs von der staatlichen Forstverwaltung als Jagdrevier. Der damals südlich davon gelegenen Gemeinde Lechhausen erschien der von der Forstverwaltung veranschlagte Kaufpreis zu hoch und lehnte einen Kauf ab. Nach dem Tode seiner Frau Maria Firnhaber im Jahre 1904 ging das 189 Hektar große Areal als hochherzige Stiftung an die Stadt Augsburg, die es dann dem Stifterwillen entsprechend zur Linderung der Wohnungsnot zur Verfügung stellte. 
Am 15. Juli 1920 wurde im Augsburger Gasthaus „Zu den Drei Königinnen“ die „Siedlungsgenossenschaft Augsburg des Bayerischen Ansiedlerverbandes“ ins Leben gerufen. Diese Ortsgruppe widmete sich fortan der Besiedelung des Auengebietes. Am 30. Januar 1921 teilte die Stadt das Gelände auf (zunächst sollte nur eine Fläche von 28 Hektar besiedelt werden) und die Rodungsarbeiten wurden unverzüglich aufgenommen. Bereits am 6. Februar 1921 wurde am Hubertusplatz eine Holzbaracke mit Baukantine und Schreibstube errichtet und am 13. März 1921 erfolgte der Spatenstich zum Bau des ersten Wohnhauses im Siedlerweg 7. Der Hebauf wurde am 15. Mai gefeiert und am 1. Juli 1921 konnten bereits die ersten Siedler einziehen. Nach und nach wuchs durch die stetige Arbeitskraft der Siedler auf diese Weise ein neuer Stadtteil heran. 
Im Jahre 1927 errichtete die Stadt ein Schulhaus am Hubertusplatz, das heute noch als so genannter Altbau vier Klassen beherbergt. In den beiden darauffolgenden Jahren wurde auch die katholische Kirche St. Franziskus am Hubertusplatz gebaut. 

## Bevölkerungsentwicklung
Die Firnhaberau zählt nach ihrer Gründung aufgrund der Wohnungsnot rasch eine sehr hohe Einwohnerzahl. Nach dem Zweiten Weltkrieg wird der Stadtteil erneut stark erweitert und rückt baulich an den Rand des weiter südlich gelegenen Stadtteils Lechhausen heran. Die folgenden Einwohnerzahlen verdeutlichen diese Entwicklung:
- 1939: 1900 Einwohner
- 1946: 1800 Einwohner
- 1976: 4345 Einwohner
- 2006: 5566 Einwohner
- 2011: 5172 Einwohner
- 2019: 5158 Einwohner

## Vereinswesen
Nachfolgende Aufzählung stellt eine Auswahl an Sportvereinen in der Firnhaberau dar:
- DJK Augsburg-Nord e. V.
- TSV Firnhaberau 1926 e. V.
- GKV – Gartenbau und Kleintierzuchtverein Firnhaberau e. V. 1921
- Radsportfreunde Augsburg e. V.

## Kirchen und Religionsgemeinschaften

### Evangelische Kirchen
- St. Lukas

### Katholische Kirchen
- St. Franziskus